# Columbus hemliga kartor
Columbus hemliga kartor (The Lost Charts of Columbus) är en Disneyserie skapad av Don Rosa.
Den handlar om hur Kalle Anka och Knattarna följer med Alexander Lukas på en fiskeresa. Under fisket råkar Alexander fiska upp Den gyllene hjälmen som tidigare förekommit i serien med samma namn av Carl Barks. Den gyllene hjälmen är en vikingahjälm som ger äganderätten till hela Nordamerika. Azur Blå, som jagade hjälmen i Carl Barks serie, dyker upp igen ihop med sin advokat Lage Vrängarén och gör ett nytt försök att skaffa sig herraväldet över Nordamerika. Dock hittar Knattarna Columbus hemliga kartor i originalutgåvan av Gröngölingsboken. Dessa kartor visar att Azur Blås förfäder kanske inte var först till Nordamerika. En jakt startar som tar ankorna till öar i norra Nordamerika, till Mexiko, Alexandria och slutligen tillbaka till Nordamerika igen.
Serien har bland annat publicerats i Kalle Anka & C:o nr 30 2010.